# トミー・デヴィート (ミュージシャン)
トミー・デヴィート （Tommy DeVito、1928年6月19日 - 2020年9月21日）は、アメリカのミュージシャンおよび歌手である。彼は、ロックバンド「フォー・シーズンズ」の創設メンバー、バリトンボーカリスト、リードギタリストとして最もよく知られていた。 グループ脱退後は、2005年にブロードウェイミュージカル『ジャージー・ボーイズ』の大ヒットで再び大金を得るまで、ラスベガスで清掃業の仕事で生計を立てるなどしていた。俳優のジョー・ペシとは彼が俳優業を始める前からの友人で、その後アカデミー賞を獲るなどし大スターになったジョーが主要人物として出演した映画『カジノ』では、舞台がラスベガスであった事とジョーとの繋がりで、トミーもディーラー役でカメオ出演している。2020年9月、新型コロナウイルスの合併症により死去。